# Pinda-Boroko
Pinda-Boroko  è una città e sottoprefettura della Costa d'Avorio appartenente al dipartimento di Bondoukou. Conta una popolazione di 5 012 abitanti (censimento 2014).